# Matylda z Huntingdonu
Matylda z Huntingdonu (1074–1130), hraběnka z Huntingdonu a Northamptonu, byla dcerou Waltheofa II. z Northumbrie a Judity z Lens, neteře Viléma Dobyvatele.

## Život
Matylda se kolem roku 1090 provdala za Simona ze Senlis, který před koncem roku 1090 obdržel hrabství Huntingdon a Northampton od Viléma II., pravděpodobně jako dědictví Matyldy.
Se Simonem měla tři děti, o kterých jsou záznamy:
1. Matylda ze St Liz
2. Simon II. ze St Liz, 4. hrabě z Huntingdonu a Northamptonu
3. Walteof ze St Liz (1100 – 1159/1160).

Její první manžel zemřel v roce 1109 a Matylda se podruhé vdala za krále Davida I. Skotského v roce 1113. Z manželství s ním se jí narodilo několik dětí:
1. Malcolm Skotský (nar. asi 1113, datum úmrtí neznámé)
2. Jindřich Skotský, 3. hrabě z Huntingdonu
3. Claricia Skotská (asi 1115 – asi 1130)
4. Hodierna Skotská (asi 1117 – asi 1140)

Podle Jana z Fordunu zemřela v roce 1130 a je pohřbena ve Scone.